# Prix Nos Racines d'Auvergne
 (avril 2022).
La mise en forme du texte ne suit pas les recommandations de Wikipédia : il faut le « wikifier ».
Les points d'amélioration suivants sont les cas les plus fréquents :
- Les titres sont pré-formatés par le logiciel. Ils ne sont ni en capitales, ni en gras.
- Le texte ne doit pas être écrit en capitales (les noms de famille non plus), ni en gras, ni en italique, ni en « petit »…
- Le gras n'est utilisé que pour surligner le titre de l'article dans l'introduction, une seule fois.
- L'italique est rarement utilisé : mots en langue étrangère, titres d'œuvres, noms de bateaux, etc.
- Les citations ne sont pas en italique mais en corps de texte normal. Elles sont entourées par des guillemets français : « et ».
- Les listes à puces sont à éviter, des paragraphes rédigés étant largement préférés. Les tableaux sont à réserver à la présentation de données structurées (résultats, etc.).
- Les appels de note de bas de page (petits chiffres en exposant, introduits par l'outil «  Source ») sont à placer entre la fin de phrase et le point final[comme ça].
- Les liens internes (vers d'autres articles de Wikipédia) sont à choisir avec parcimonie. Créez des liens vers des articles approfondissant le sujet. Les termes génériques sans rapport avec le sujet sont à éviter, ainsi que les répétitions de liens vers un même terme.
- Les liens externes sont à placer uniquement dans une section « Liens externes », à la fin de l'article. Ces liens sont à choisir avec parcimonie suivant les règles définies. Si un lien sert de source à l'article, son insertion dans le texte est à faire par les notes de bas de page.
- La présentation des références doit suivre les conventions bibliographiques. Il est recommandé d'utiliser les modèles {{Ouvrage}}, {{Chapitre}}, {{Article}}, {{Lien web}} et/ou {{Bibliographie}}. Le mode d'édition visuel peut mettre en forme automatiquement les références.
- Insérer une infobox (cadre d'informations à droite) n'est pas obligatoire pour parachever la mise en page.

Pour une aide détaillée, merci de consulter Aide:Wikification.
Si vous pensez que ces points ont été résolus, vous pouvez retirer ce bandeau et améliorer la mise en forme d'un autre article.
Le Prix Nos Racines d'Auvergne est un prix littéraire fondé en 2015 par le Cercle Littéraire et Artistique Catherine de Médicis et la librairie Nos Racines d’Auvergne. Il récompense un auteur pour un livre, une œuvre de référence ou l'ensemble de son œuvre dont la plume sublime le territoire auvergnat et met en valeur l'Histoire auvergnate et ses histoires.
Historiquement, il est remis tous les ans, en septembre, au sommet du puy de Dôme.

## Volonté des fondateurs
Ce prix est animé d'une volonté de filiation avec le passé et de transmission aux générations suivantes. En effet, la tradition du prix veut que l'ancien lauréat ou, à défaut, un des anciens lauréats, remette le prix au nouveau lauréat.
Le but est également de rendre hommage aux grands auteurs régionaux comme Blaise Pascal ou Alexandre Vialatte. 

## Antériorité
Entre 1958 et 1976, il a existé un prix littéraire, le Prix des Volcans, dont le premier lauréat a été Alexandre Vialatte. C'est ce prix qui a initié la tradition de la remise au sommet du Puy de Dôme dès 1960. Celui-ci avait la vocation également de récompenser des ouvrages mettant l'Auvergne en valeur.
Ensuite, ce dernier a été remplacé par le prix Sidoine-Apollinaire entre 1978 et 1989 qui, lui-même, a été remplacé par le prix Blaise-Pascal entre 1988 et 1999.

## Liste des lauréats du prix Nos Racines d'Auvergne
| Année | Auteur                                                           | Ouvrage | Editions         |
| ----- | ---------------------------------------------------------------- | --- | ---------------- |
| 2015  | Robert Christian                                                 | Histoires Auvergnates                                                                                           | Monts d’Auvergne |
| 2016  | Sœur Anne-Elisabeth de la Communauté des Diaconnesses de Reuilly | Les Béates et les Maisons d’Assemblée dans le département de la Haute-Loire                                     | Créer            |
| 2017  | Joseph Vebret                                                    | L'ensemble de son œuvre notamment L'abécédaire passionné de l'Auvergne                                          | Page Centrale    |
| 2018  | Jean Olleon                                                      | L'ensemble de son œuvre notamment Culture populaire, tradition et ruralité                                      | Monts d’Auvergne |
| 2019  | Marc Prival                                                      | L’ensemble de son œuvre et notamment L’isolement hivernal dans les Monts d’Auvergne, Sancy, Cézallier et Cantal | La Flandonnière  |
| 2020  | Jean-Louis Boithias                                              | L'ensemble de son œuvre notamment Les Moulins à papier                                                          | Créer            |
| 2021  | Christophe Grégoire                                              | Les Troupes Allemandes en Auvergne                                                                              | De Borée         |
| 2022  | Daniel Brugès                                                    | L'ensemble de son œuvre et notamment Promenade dans mon Auvergne                                                | De Borée         |